# Тебеньков, Эдуард Аликович

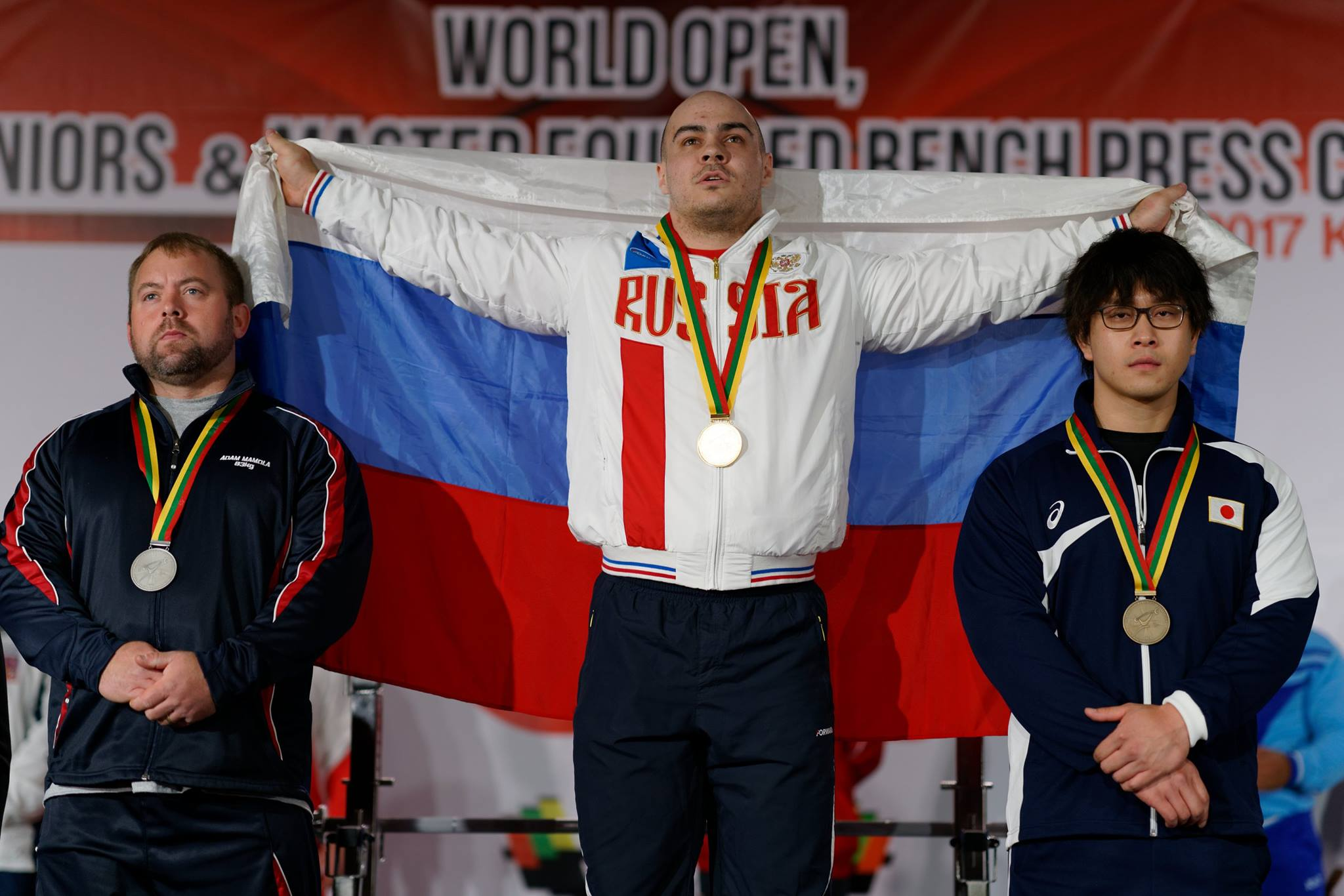

Эдуард Аликович Тебеньков — российский спортсмен-пауэрлифтер.
Спортсмен из города Новоуральск Свердловская область. Вид спорта Пауэрлифтинг, дисциплина жим лёжа.
Эдуард является мастером спорта международного класса РФ. Чемпионом России 2015, 2016, 2017, 2018, 2019 гг. Чемпионом Европы 2015 года, Чемпионом Мира 2016, 2017, 2018, 2019 гг. Обладателем нескольких рекордов России, Европы и Мира. Рекорд России 345 кг в категории до 93 кг был показан на Чемпионате России 2018 года в г. Суздаль. Рекорд Мира 335 кг в категории до 93 кг показан на чемпионате Мира в 2019 году г. Токио